# Octa de Kent
Octa ou Octha, nascido em 500 e falecido em c. 540, foi rei Kent durante o século VI. Algumas fontes afirmam que ele tenha morrido em 522.
Ele pode ter herdado o trono de seu pai, Oisc, ou pode ter sido o filho de Hengist. Octa foi batizado e pode ter sido o pai de Eormenrico ou Oisc. As datas de seu reinado permanecem obscuras. Algumas fontes afirmam que aconteceu entre os anos de 512 a 534, enquanto outras afirmam 516 a 540.